# 池田大介 (陸上選手)
池田 大介（いけだ だいすけ、1986年4月15日 - ）は鳥取県出身の元陸上競技選手。種目は十種競技。富士通陸上競技部に所属していた。

## 経歴
小学校のときには、当初アルペンスキーや水泳をやっており、陸上競技の大会に出たのは4年生からであった。日南町立日南中学校1年の時にジュニアオリンピックの走高跳で優勝、中学3年のときに三種競技A（100m、砲丸投、走高跳）、B（砲丸投、走幅跳、400m）それぞれで優勝、これは史上3人目のことであった。
中学卒業後、地元鳥取県を離れて大阪府の太成学院大学高等学校に入学した。八種競技の選手として、1年時にはインターハイ出場を逃し、2年時には世界ユース陸上の日本代表に選ばれたが結果を残せなかった。世界ジュニア陸上の十種競技でスランプを脱出した。
高校卒業後、日本大学文理学部に進学、インカレの十種競技で2連覇した。2008年の日本選手権では田中宏昌に次ぐ2位となり、五輪参加標準記録をクリアできず北京オリンピック出場を逃した。大学院に進んだ2009年の日本陸上競技選手権大会で優勝、同年のベルリン世界陸上にも出場している。
2013年3月を以て富士通を退職。